# Jean-Joseph Balechou
Jean-Joseph Balechou, né à Arles le 11 juillet 1715 et mort à Avignon le 8 août 1764, est un graveur français.

## Biographie
Jean-Joseph Balechou né à Arles le 11 juillet 1715 est le fils de Jean Gatien Balechou originaire de Tours et de l'arlésienne Catherine Chauvin. Il aurait d'abord étudié la peinture avec l'arlésien Philippe Sauvan, peintre à Avignon. Il apprend ensuite la gravure  à Avignon chez Jean Michel graveur de cachets et d'Ex-libris. L'acte mettant à ces trois années d'apprentissage chez Michel est datée du 3 octobre 1734. Il poursuit sa carrière à Paris où il entre dans l'atelier de Jacques-Philippe Le Bas puis dans celui de François-Bernard Lépicié. Ses premiers travaux concernent une trentaine de gravures représentant divers ornements : cheminées, consoles, tables etc. d'après Thomas Lainée et René Vial, ainsi que des scènes de genre d'après Étienne Jeaurat et Michel-François Dandré-Bardon.
En 1735 il exécute une gravure du tableau de Philippe Sauvan figurant l'archevêque d'Arles, Mgr de Janson et deux portraits de Voltaire d'après Jean-Étienne Liotard vers 1745 et Quentin de La Tour vers 1748.
Il est reçu à l'Académie royale de peinture et de sculpture le 29 mars 1749 grâce à la reproduction du portrait du roi de Pologne, Frédéric-Auguste II de Saxe réalisé en 1715 par Hyacinthe Rigaud et destinée à la galerie de Dresde. Ce portrait donne lieu à un procès retentissant, l'artiste étant accusé par Théodore Le Leu, agent du roi de Pologne, d'avoir gardé plus d'épreuves que le nombre convenu. Le procès fut long, mais Balechou resta membre de l'Académie de peinture. Le président de la société vauclusienne des Amis des Arts, Jules Belleudy, a montré dans une étude parue en 1914 le peu de fondement de la réprobation due à ce procès.
Après ce procès, Balechou retourne à Avignon en 1753 où il continue à travailler. Il grave des tableaux de Joseph Vernet notamment Les Baigneuses et La Tempête dont les peintures étaient détenues par un négociant marseillais. Il grave, également d'après Joseph Vernet, Le Calme qu'il dédie au marquis de Marigny, directeur général des bâtiments du roi. La gravure de La Tempête  est très appréciée et en particulier du peintre Vernet lui-même qui lui écrit ; « cette estampe a rempli mon attente, vos recherches sont infinies et demandent un examen et beaucoup de savoir pour en comprendre toute la beauté...Je suis présentement impatient que ceztte estampe soit répandue dans le monde pour votre gloire et pour la mienne. »
En 1763 Vernet offre à Balechou de graver ses marines : « Il n'est qu'un Balechou en France ; je ne suis pas content de mes autres marines depuis que j'ai vu les vôtres. Si vous vouliez vous charger de ce travail, il vous en reviendrait un très grand avantage et à mes peintures , une très grande gloire. »
Il meurt à Avignon le 8 août 1764, empoisonné, dit-il, par un remède qu'il avait imprudemment préparé. En 1878 le marquis de Chennevières, directeur des Beaux-Arts, passe commande pour 2 400 Fr au sculpteur arlésien Guillaume Dieudonné d'un buste en marbre représentant Balechou et actuellement au musée Réattu.
Il eut entre autres pour élève Pierre-François Laurent.

## Œuvres de Jean-Joseph Balechou

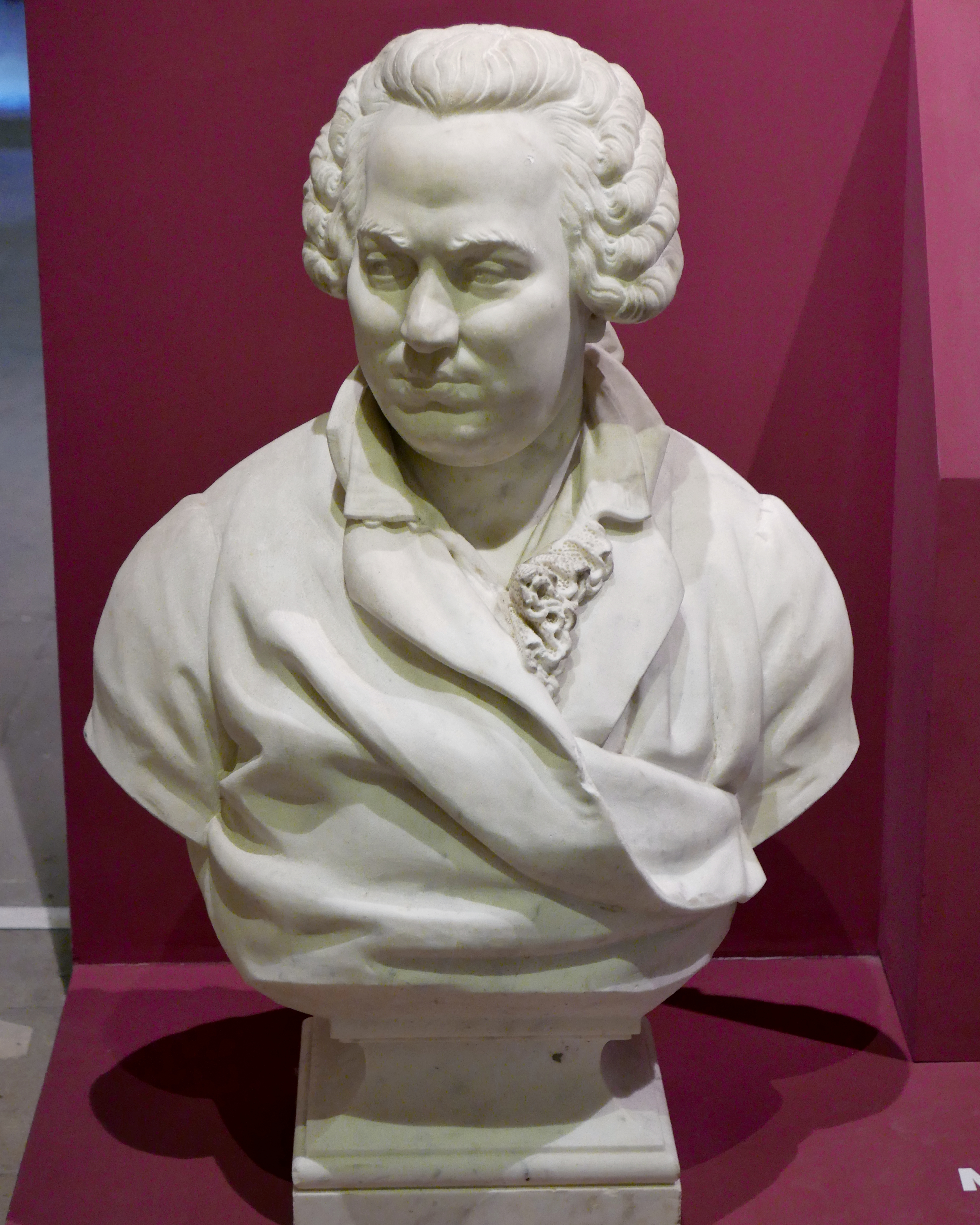
Balechou par Guillaume Marius Dieudonné (musée Réattu) 1878

- Louis des Balbes de Berton de Crillon dit le brave Crillon[4]
- Christophe-Paul de Robien d'après Huguet[5]
- Charles Antoine Coypel, peintre[6]
- Thamas Kouli-Khan, roi de Perse[7]
- Frédéric-Auguste II de Saxe, roi de Pologne d'après Hyacinthe Rigaud[8]
- Dom Philippe Ier de Parme, infant d'Espagne d'après Louis René Vialy[9]
- Guillaume Charles Henri Frison, prince d'Orange et de Nassau d'après François de Troy[10]
- Jean de Jullienne d'après François de Troy[11]
- Charles Rollin d'après Charles Antoine Coypel[12]
- Jacques-Gabriel Grillot, abbé de Pontigny, d'après Jacques Autreau[13]
- Anne-Charlotte de Loiserolle femme d'Aved, peintre du Roi d'après Joseph Aved[14]
- Prosper Jolyot de Crébillon d'après Joseph Aved[15] , [16]
- Madame Arlon d'après Joseph Aved[17]
- Marie de Rohan, duchesse de Luyne puis duchesse de Chevreuse d'après Louis Ferdinand Elle l'Aîné[18]
- Alexandre Jean Joseph Le Riche de La Popelinière d'après Louis Vigée[19]
- Heinrich von Brühl d'après Louis de Silvestre[20]
- Jean Varin d'après Claude Lefebvre[21]
- Marie Louise Élisabeth de France, infante de Parme d'après Jean-Marc Nattier[22]
- Sainte-Geneviève, d'après Charles Amédée Philippe van Loo[23]
- L'Enfance, d'après Michel-François Dandré-Bardon[24]
- Jean Warin[25]

## Galerie

Portraits gravés par Jean-Joseph Balechou
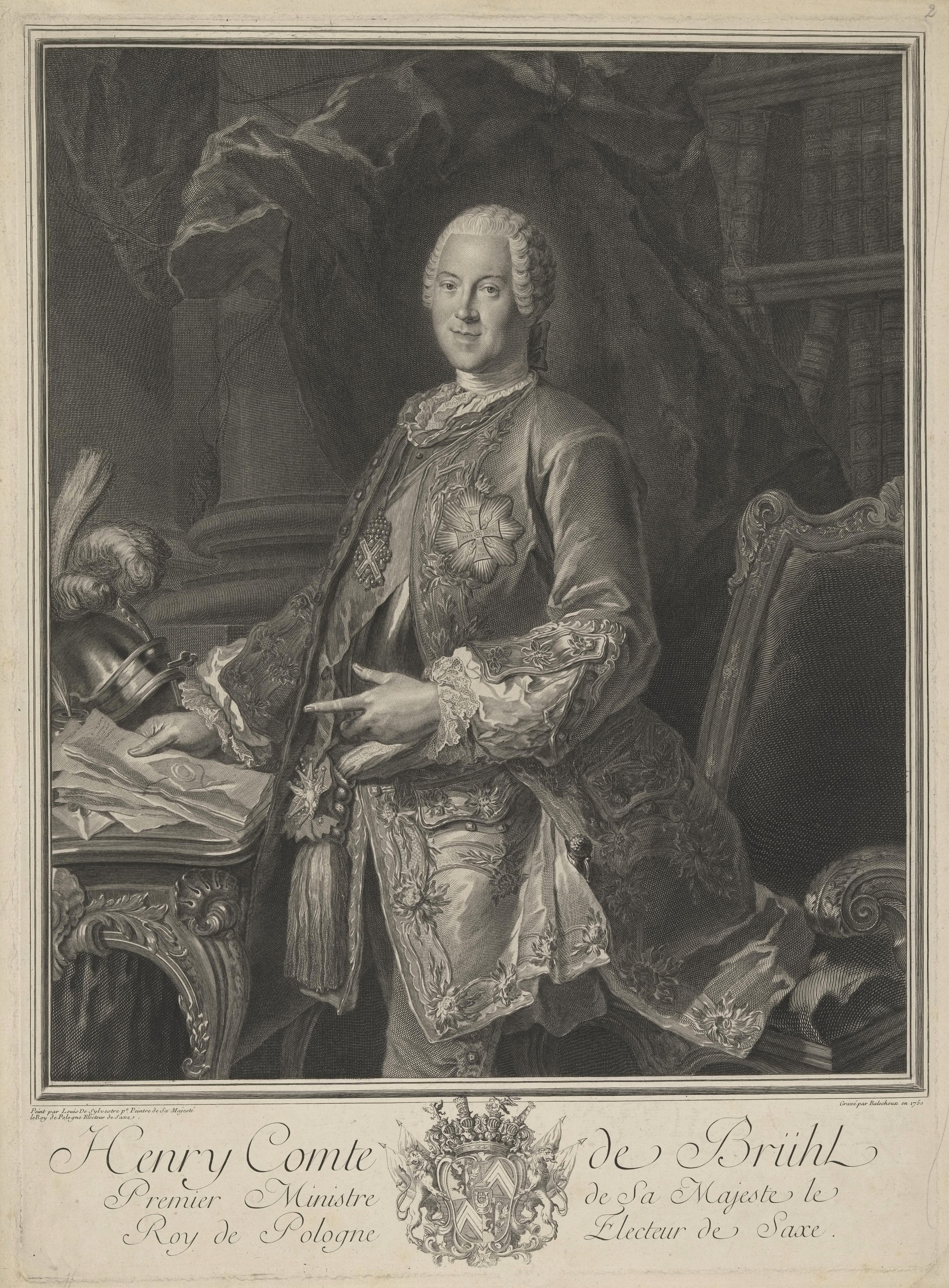
Heinrich von Brühl
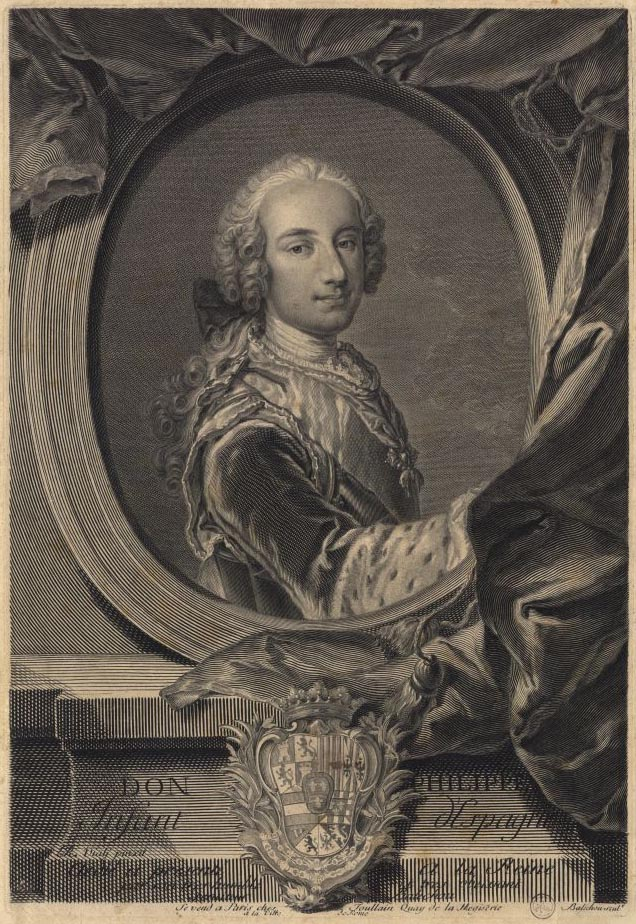
Philippe Ier de Parme
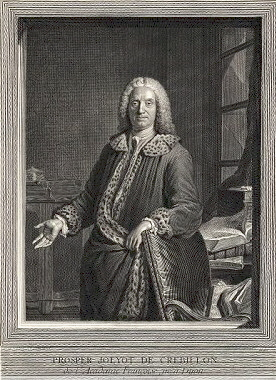
Prosper Jolyot de Crébillon
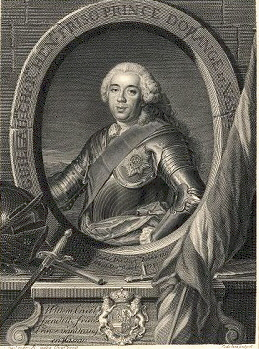
Guillaume Charles Henri Frison prince d'Orange et de Nassau
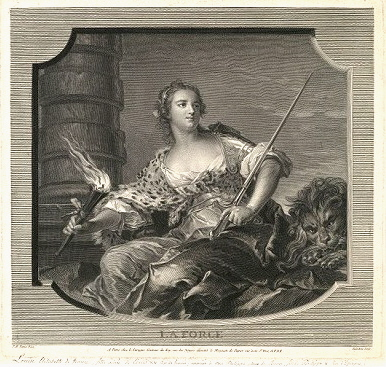
Marie Louise Élisabeth de France
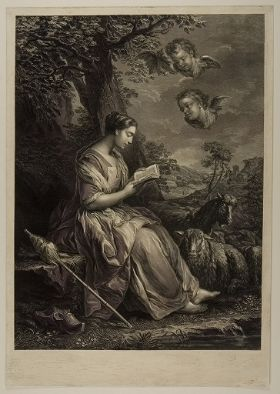
Sainte Geneviève

- Les Baigneuses, d'après Claude Joseph Vernet[26]
- Le Calme, d'après Claude Joseph Vernet[27]
- La Tempête, d'après Claude Joseph Vernet[28]

Gravures de Jean-Joseph Balechou d'après Joseph Vernet
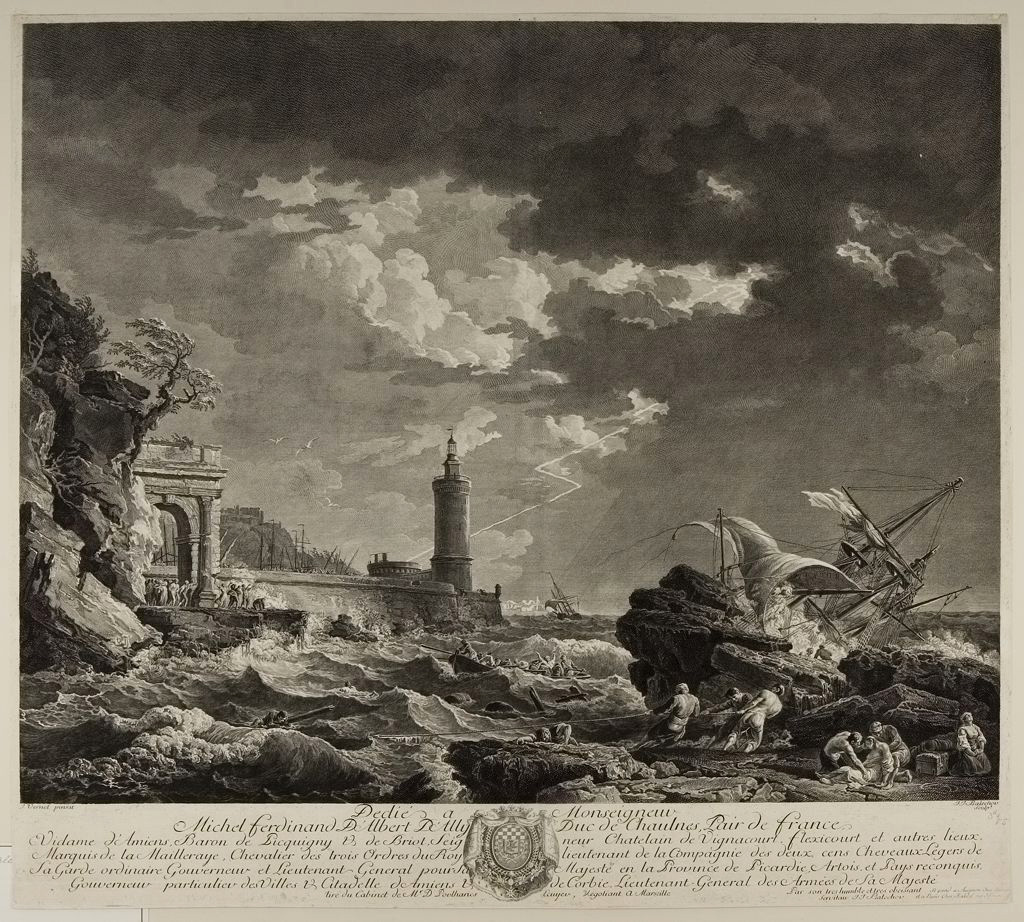
La Tempête
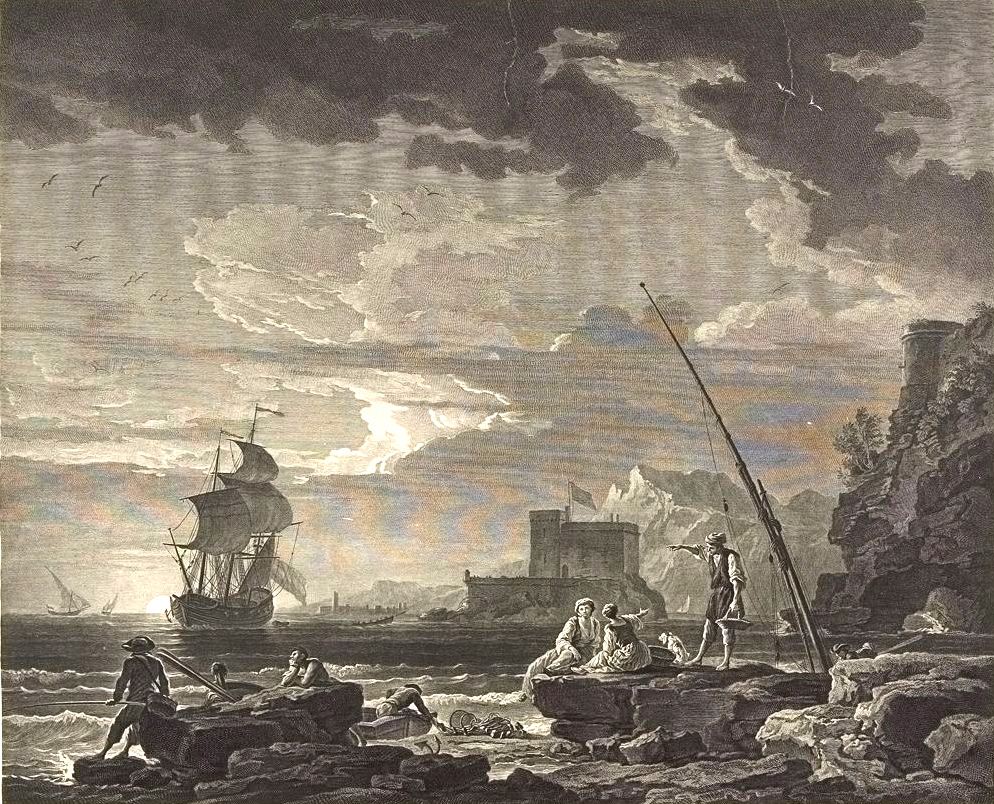
Le Calme
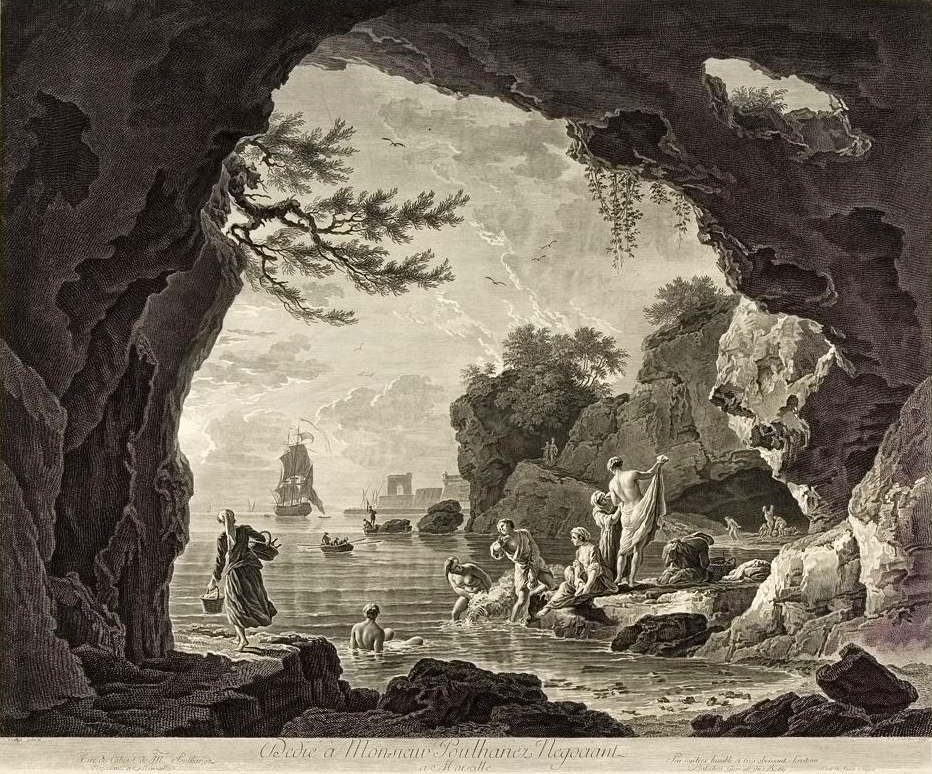
Les Baigneuses

## Conservation
- Musée des beaux-arts de Rennes : Thamas Kouli-Khan, roi de Perse[29]